# Cónclave de 1878
El cónclave papal de 1878 fue realizado como resultado de la muerte del Papa Pío IX en el Palacio Apostólico Vaticano el 7 de febrero de 1878. El cónclave se produjo en circunstancias muy diferentes a las de cualquier cónclave anterior.

## Contexto particular

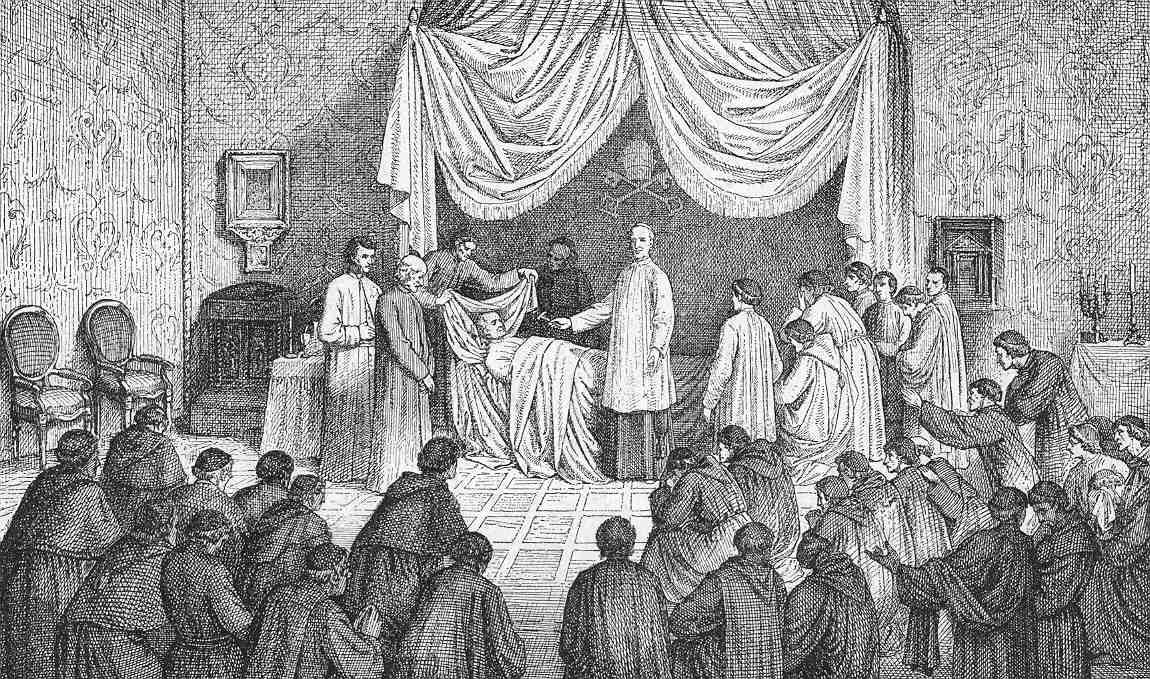
Certificación de la muerte de Pío IX por el cardenal Pecci.

El cónclave de 1878 tenía algunas circunstancias muy particulares y raras a las de cualquier otro cónclave:
- El reinado de Pío IX, el cual había sido el más largo de cualquier otro Papa desde San Pedro, por lo que el Papa Pío había tenido una oportunidad más grande que cualquier Papa en la historia para dar forma al Colegio cardenalicio, seleccionando a las personas que compartieron su visión religiosa y de mundo.
- El primer cónclave en el que la persona seleccionada reinaría solamente como Papa, pero no como soberano de los Estados Pontificios. Los territorios del Papa habían sido borrados del mapa por la unificación del Reino de Italia en 1870.
- Cambio de sede de la elección, ya que el lugar utilizado anteriormente en la mayoría de los cónclaves papales en el siglo XIX, era la antigua residencia del Palacio del Quirinal, que ya no era propiedad del Papa. al ser utilizado como palacio de Humberto I, rey de Italia.

## Interrogantes de los cardenales
Los cardenales reunidos se enfrentaban a un dilema. En caso de que eligieran un Papa que siguiera con la visión reaccionaria de Pío IX, los puntos de vista religiosos y políticos continuarían negándose a aceptar la Ley de Garantías italiana que garantizaba la libertad religiosa para el Papa en el Reino de Italia. En el caso contrario, si se eligiera alguien que se alejara de las políticas de Pío IX y fuera más liberal, se podía trabajar por la reconciliación con el rey de Italia. Por tanto, el cónclave de 1878 sería la elección de una política a favor en contra de los planteamientos de Pío IX, el autoproclamado "Prisionero en el Vaticano".
Así también en la elección orbitaban otras cuestiones de distanta índole, tales como:
- Las relaciones Iglesia-Estado en Italia, la Tercera República Francesa, Irlanda y los Estados Unidos.
- La herejía más tarde llamada americanismo.
- Divisiones en la Iglesia, causadas por la proclamación de la infalibilidad papal por el Concilio Vaticano I.
- La situación de éste concilio, que nunca había sido terminado luego de la "liberación" de Roma por Víctor Manuel II.

Aunque no de forma explícita, otra cuestión fue planteada por la duración del reinado de Pío IX. En caso de elegir a otro papa joven, éste podía reinar durante décadas, o si elegían un hombre mayor, este podía tener probablemente un reinado más corto.

## El curso del cónclave

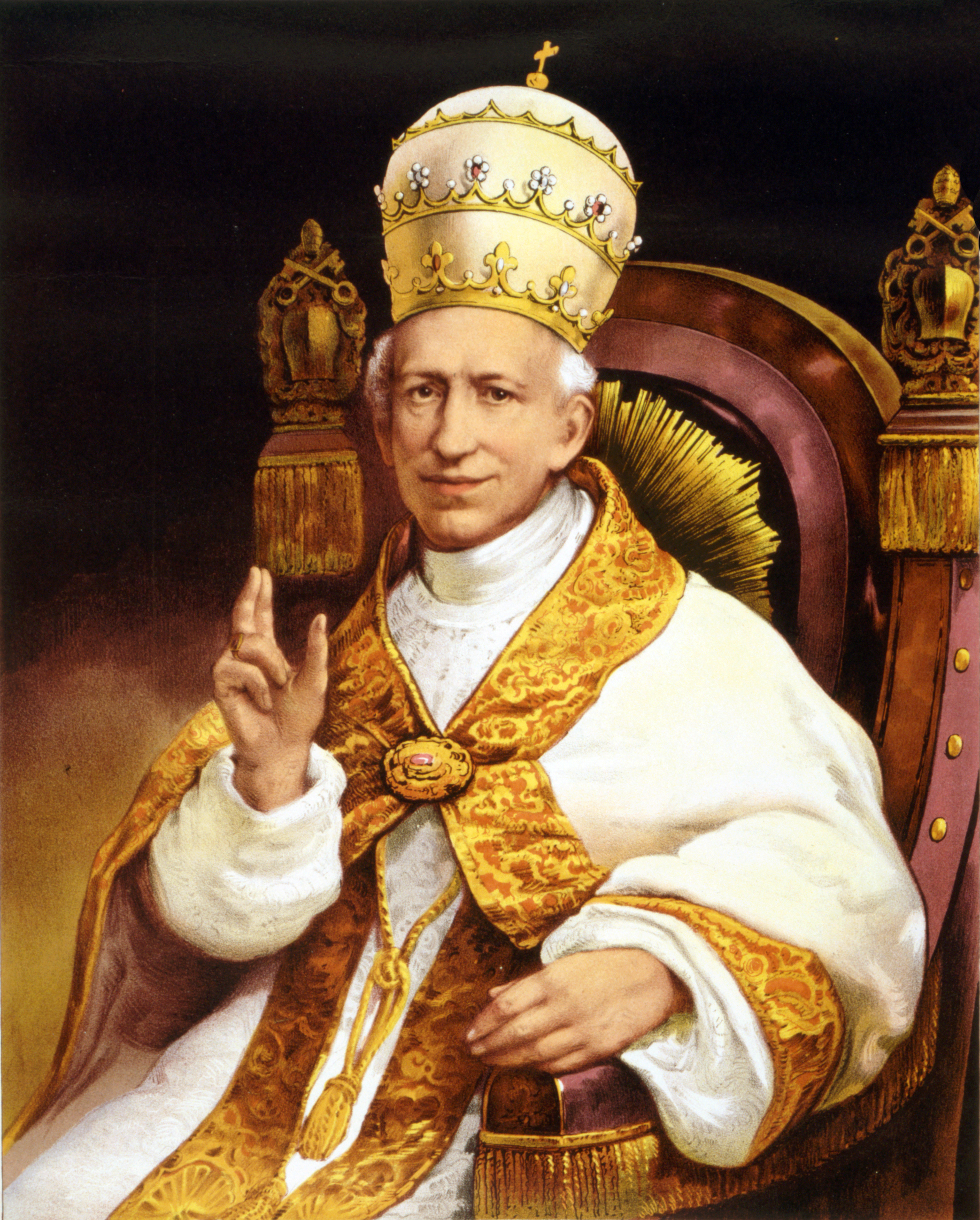
León XIII con la tiara papal.

Con lo que muchos eclesiásticos creían que era la "inestable" y "anticatólica" situación en una Roma que ya no era controlada por la Iglesia, algunos cardenales, especialmente el arzobispo de Westminster Henry Edward Manning, instó a que el cónclave se trasladara fuera de Roma, tal vez incluso de Italia a la España bajo la Restauración. Sin embargo, el Camarlengo Gioacchino Pecci, abogó por lo contrario, en una votación inicial solo ocho cardenales prefirieron realizar la elección en Roma, pero una votación al día siguiente en que se propuso el traslado a España 
solo obtuvo el apoyo de cinco cardenales.  El cónclave, finalmente se llevó a cabo en la Capilla Sixtina del Palacio Apostólico Vaticano el 18 de febrero de 1878.
Inusualmente para los cónclaves, los resultados de cada votación se hicieron públicos:

### 1ª votación (mañana del 19 de febrero)
- Gioacchino Pecci con 19 votos.
- Luigi Bilio con 6 votos.
- Alessandro Franchi con 4 votos.

### 2ª votación (tarde del 19 de febrero)
- Pecci con 26 votos.
- Bilio con 7 votos.
- Franchi con 2 votos.

### 3ª votación (mañana del 20 de febrero)
- Pecci con 44 votos, superando por poco los dos tercios necesarios y resultando electo papa.

## Resultados, implicaciones y consecuencias

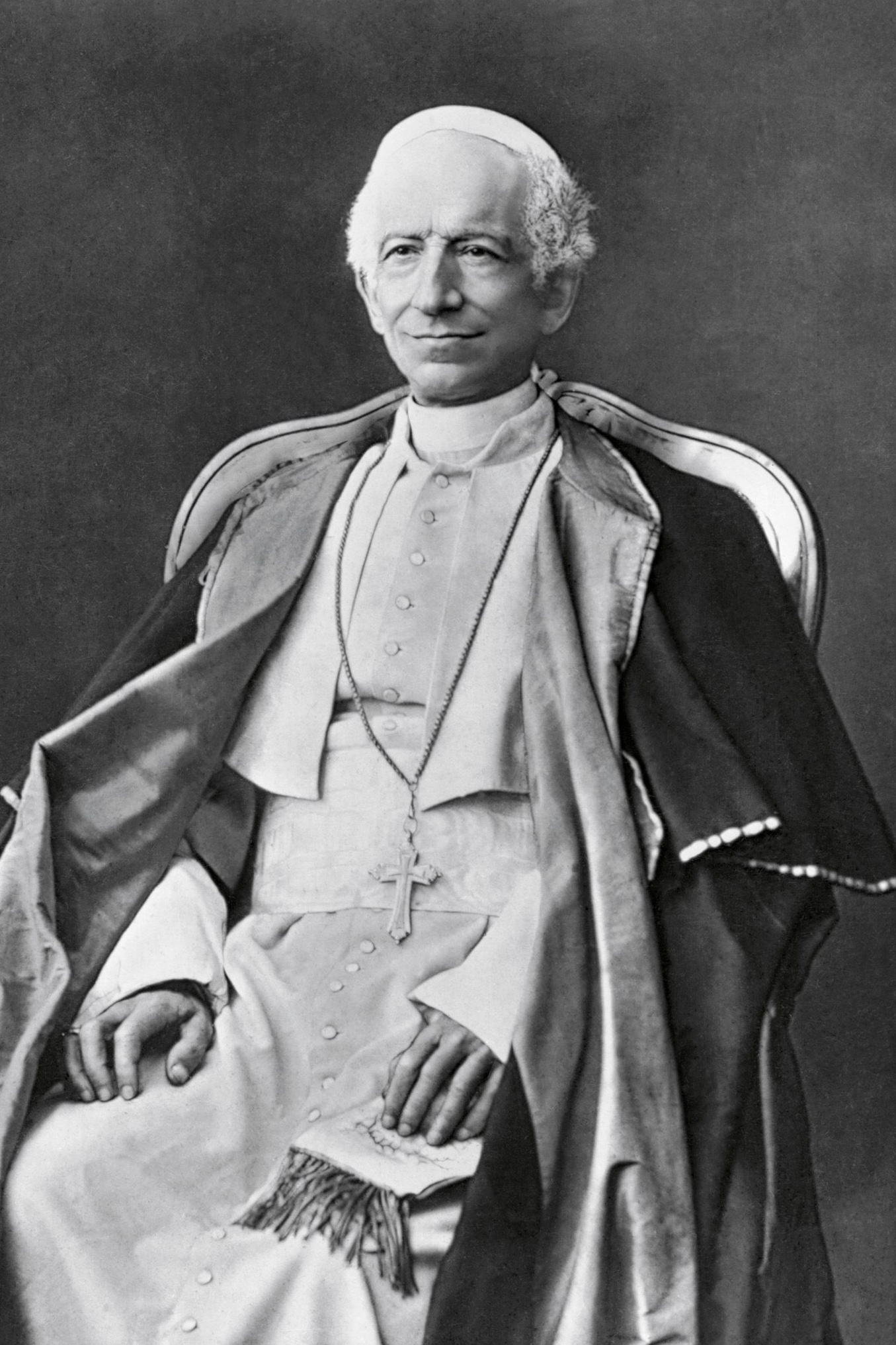
Fotografía de León XIII, Roma, 1878.

La elección del cardenal Pecci, que tomó el nombre de reinado de León XIII, fue una victoria para los liberales. Pecci había sido un obispo efectivo cuya diócesis se había trasladado desde los Estados Pontificios al Reino de Italia con éxito, sin problemas con la Iglesia. Era visto como un diplomático pragmático con tacto y flexibilidad con los opositores del Papa Pío IX. A los 68 años, León también era lo suficientemente joven como para hacer el trabajo sin dificultad y sin problemas de salud, pero con la edad suficiente para ofrecer la perspectiva de un reinado relativamente corto de diez a quince años. Considerando que Pío IX fue visto como una "aislador" de la Iglesia frente a la opinión internacional (el encerramiento de judíos en guetos y el tratamiento de las minorías habían sido condenados por líderes mundiales cómo William Ewart Gladstone), León fue visto como un "internacionalista" que podría ganar de nuevo para la Santa Sede un poco de respeto internacional.
El Papa León XIII llegó a ser visto como la encarnación de una dramática diferencia con el papado de Pío. En una zona sin embargo, fueron similares. Aunque aparentemente siempre tuvo un estado de salud delicado, León reinó por unos inesperados 25 años, convirtiéndose en el tercer Papa con más tiempo reinante en la historia (hasta que su récord fue superado por Juan Pablo II el 14 de marzo de 2004). 
Lejos de ser un Papa de corto reinado, León XIII sorprendió a todos al vivir hasta la avanzada edad de 93 años, muriendo el 20 de julio de 1903, convirtiéndose en el segundo más anciano de los Papas en el momento de su fallecimiento.

## Sitios externos
- Artículo de L'Osservatore Romano sobre la elección de 1878